# Olympische Sommerspiele 1992/Teilnehmer (St. Vincent und die Grenadinen)
| Gelbes Symbol für Goldmedaillen mit stilisierten Olympischen Ringen | Graues Symbol für Silbermedaillen mit stilisierten Olympischen Ringen | Braundes Symbol für Bronzemedaillen mit stilisierten Olympischen Ringen |
| ------------------------------------------------------------------- | --------------------------------------------------------------------- | ----------------------------------------------------------------------- |
| —                                                                   | —                                                                     | —                                                                       |

St. Vincent und die Grenadinen nahm an den Olympischen Sommerspielen 1992 in Barcelona, Spanien, mit einer Delegation von sechs Sportlern (vier Männer und zwei Frauen) teil.

## Teilnehmer nach Sportarten

### Leichtathletik
- Eswort Coombs
200 Meter: Vorläufe
4 × 200 Meter: Vorläufe

- Eversley Linley
800 Meter: Vorläufe
4 × 200 Meter: Vorläufe

- Lenford O’Garro
4 × 200 Meter: Vorläufe

- Michael Williams
4 × 200 Meter: Vorläufe

- Gail Prescod
Frauen, 100 Meter: Vorläufe

- Bigna Samuel
Frauen, 1500 Meter: Vorläufe